# استاول، ویکتوریا
استاول (به انگلیسی: Stawell) یک منطقهٔ مسکونی در استرالیا است که در ویکتوریا (استرالیا) واقع شده‌است.